# Agência de emprego

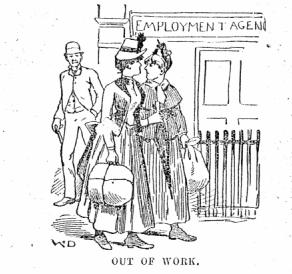
Jornalista Nellie Bly investiga agências de emprego

Uma agência de emprego é uma organização que combina empregadores com empregados. Nos países desenvolvidos, existem várias empresas privadas que atuam como agências de emprego e uma agência de emprego com financiamento público.

## Agências públicas de emprego
Uma das referências mais antigas a uma agência pública de emprego foi em 1650, quando Henry Robinson propôs um "Escritório de Endereços e Encontros" que ligaria empregadores a trabalhadores. O Parlamento britânico rejeitou a proposta, mas ele mesmo abriu tal negócio, que durou pouco.
A ideia de criar agências públicas de emprego como forma de combater o desemprego acabou por ser adotada nos países desenvolvidos no início do século XX.
No Reino Unido, a primeira bolsa de trabalho foi estabelecida pelo reformador social e ativista do emprego Alsager Hay Hill em Londres em 1871. Isso foi posteriormente aumentado por trocas oficialmente sancionadas criadas pelo Labor Bureau (London) Act 1902, que posteriormente foi nacional, um movimento solicitado pelo governo liberal através do Labor Exchanges Act 1909. O atual fornecedor público de ajuda à procura de emprego chama-se Jobcentre Plus.
Nos Estados Unidos, um programa federal de serviços de emprego foi implementado no New Deal. A legislação inicial foi chamada de Wagner-Peyser Act de 1933 e, mais recentemente, os serviços de emprego acontecem por meio de centros únicos estabelecidos pela Workforce Investment Act de 1998.
Na Austrália, o primeiro serviço público de emprego foi criado em 1946, chamado Commonwealth Employment Service.

## Agência de emprego privada
A primeira agência de emprego privada conhecida depois de Robinson, Gabbitas & Thring, foi fundada em 1873 por John Gabbitas, que recrutou professores para escolas públicas na Inglaterra. Nos Estados Unidos, a primeira agência de emprego privada foi aberta por Fred Winslow, que iniciou uma Agência de Engenharia em 1893. Mais tarde, tornou-se parte da General Employment Enterprises, que também possuía a Businessmen's Clearing House (est. 1902). Outra das agências mais antigas foi desenvolvida por Katharine Felton como resposta aos problemas causados pelo terremoto e incêndio de 1906 em São Francisco.
Muitas agências temporárias se especializam em uma determinada profissão ou área de negócios, como contabilidade, assistência médica, técnica, secretariado ou, mais recentemente, economia digital.

### Status da Organização Internacional do Trabalho
A primeira recomendação da Organização Internacional do Trabalho foi direcionada às agências de cobrança de taxas. A Recomendação do Desemprego, 1919 (nº 1), art. 1 convocou cada membro para,
"tomar medidas para proibir o estabelecimento de agências de emprego que cobram taxas ou que exercem seus negócios com fins lucrativos. Onde tais agências já existem, recomenda-se ainda que elas sejam autorizadas a operar apenas sob licenças governamentais, e que todas as medidas viáveis sejam tomadas para abolir tais agências o mais rápido possível."
A Convenção do Desemprego, 1919, art. 2, em vez disso, exigiu a alternativa de
"um sistema de agências de emprego público gratuito sob o controle de uma autoridade central. Comitês, que incluirão representantes de empregadores e trabalhadores, serão nomeados para aconselhar sobre assuntos relativos ao funcionamento dessas agências."
Em 1933, a Convenção das Agências de Emprego que Cobram Taxas (Nº 34) formalmente pediu a abolição. A exceção era se as agências fossem licenciadas e uma escala de taxas fosse acordada antecipadamente. Em 1949, uma nova Convenção revisada (Nº 96) foi produzida. Este manteve o mesmo esquema, mas garantiu um 'opt out' (Art.2) para os membros que não desejassem se inscrever. As agências eram uma parte cada vez mais arraigada do mercado de trabalho. Os Estados Unidos não assinaram as Convenções. A mais recente Convenção, a Convenção das Agências Privadas de Emprego, 1997 (Nº 181) adota uma postura muito mais branda e exige apenas regulamentação.
Na maioria dos países, as agências são regulamentadas, por exemplo, no Reino Unido sob a Lei das Agências de Emprego de 1973, ou na Alemanha sob a Arbeitnehmerüberlassungsgesetz (Lei de Contratação de Funcionários de 1972).

### Recrutamento executivo
Uma empresa de busca de executivos é especializada no recrutamento de executivos para empresas de diversos setores. Este termo pode ser aplicado a empresas de consultoria de busca de emprego que cobram uma taxa dos candidatos a emprego e que se especializam em executivos de nível médio a superior. Nos Estados Unidos, alguns estados exigem que as empresas de consultoria de busca de emprego sejam licenciadas como agências de emprego.
Alguns recrutadores terceirizados trabalham por conta própria, enquanto outros operam por meio de uma agência, atuando como contatos diretos entre as empresas clientes e os candidatos que recrutam. Eles podem se especializar apenas em relacionamentos com clientes (vendas ou desenvolvimento de negócios), em encontrar candidatos (recrutamento ou terceirização) ou em ambas as áreas. A maioria dos recrutadores tende a se especializar em cargos permanentes, em tempo integral, de contratação direta ou em cargos contratados, mas ocasionalmente em mais de um. Em uma tarefa de busca de executivos, a empresa cliente que ganha o funcionário – não a pessoa que está sendo contratada – paga à empresa de busca sua taxa.

### Agente executivo
Um agente executivo é um tipo de agência que representa executivos que procuram cargos executivos seniores que muitas vezes não são anunciados. No Reino Unido, quase todas as vagas de até £ 125,000 ($ 199,000) por ano são anunciadas e 50% das vagas pagando £ 125,000 – £ 150,000 são anunciadas. No entanto, apenas 5% dos cargos que pagam mais de £ 150,000 (com exceção do setor público) são anunciados e geralmente estão no domínio de cerca de 4.000 recrutadores de executivos no Reino Unido. Muitas vezes, essas funções não são divulgadas para manter a confiança das partes interessadas e superar as incertezas internas.